# Helmut Schwenn
Helmut Schwenn (Hannover, 27 gennaio 1913 – Hannover, 16 luglio 1983) è stato un pallanuotista tedesco, vincitore di una medaglia d'argento all'olimpiade di Berlino 1936.